# Ríos Guadalhorce, Fahalas y Pereilas
Ríos Guadalhorce, Fahalas y Pereilas este o arie protejată (arie specială de conservare — SAC, sit de importanță comunitară — SCI) din Spania întinsă pe o suprafață de 633,43 ha, integral pe uscat.

## Localizare
Centrul sitului Ríos Guadalhorce, Fahalas y Pereilas este situat la coordonatele 36°43′21″N 4°37′51″W / 36.7226°N 4.6309°V.

## Înființare
Situl Ríos Guadalhorce, Fahalas y Pereilas a fost declarat sit de importanță comunitară în decembrie 2000 pentru a proteja 14 specii de animale. Situl a fost protejat și ca arie specială de conservare în ianuarie 2015.

## Biodiversitate
Situată în ecoregiunea mediteraneană, aria protejată conține 9 habitate naturale: Râuri mediteraneene cu debit intermitent, cu specii de Paspalo-Agrostidion, Păduri de Quercus suber, Râuri mediteraneene cu debit permanent și vegetație de Glaucium flavum, Dehesas cu Quercus spp. perene, Galerii și tufărișuri riverane sudice (Nerio-Tamaricetea și Securinegion tinctoriae), Matorral arborescenți cu Juniperus spp., Tufărișuri termo-mediteraneene și de pre-deșert, Pseudostepă cu ierburi și specii anuale de Thero-Brachypodietea, Galerii de Salix alba și de Populus alba.
La baza desemnării sitului se află mai multe specii protejate:
- păsări (9): Aquila fasciata, stârc roșu (Ardea purpurea), stârc galben (Ardeola ralloides), buhai de baltă (Botaurus stellaris), barză albă (Ciconia ciconia), barză neagră (Ciconia nigra), Falco naumanni, șoim călător (Falco peregrinus), vultur pescar (Pandion haliaetus)
- amfibieni (1): Discoglossus galganoi
- mamifere (1): vidră de râu (Lutra lutra)
- nevertebrate (1): Oxygastra curtisii
- pești (2): Cobitis paludica, Pseudochondrostoma willkommii

Pe lângă speciile protejate, pe teritoriul sitului au mai fost identificate 1 specie de reptile.